# こちら女学院前 伊集院与作のまろはごきげん!
こちら女学院前 伊集院与作のまろはごきげん!（こちらじょがくいんまえ いじゅういんよさくのまろはごきげん）は、1982年4月10日から1983年3月26日まで、ニッポン放送で放送されていたラジオ番組。パーソナリティは覆面パーソナリティとして登場した伊集院 与作。伊集院与作は、本番組の最終回でその正体を明らかにした（後述）。西武百貨店の一社提供。

## 概要
「伊集院与作」はいわゆる“金持ちのぼんぼん”というキャラ設定で、それまで何不自由なく、世間知らずのまま育ってきたが、一番の弱点は本人曰く「おなご（女子）」ということで、本番組では与作がニッポン放送の電波を借りて自分自身の放送局「JO与作」から発信するという形で、色々な音楽を紹介する他に、日本初の女子だけが選ぶランキング『ギャルズベストテン』を発表。取材対象を女子大学、女子高校、女子中学と女子校に特化し、その中で学校のキャンパス、校外の喫茶店、ディスコ、スポーツなどのレジャーのレポートなどを随時織り込み、様々な流行や現象を紹介して先取りしてゆくというコンセプトの番組であった。この番組には「あやめ」「リンダ」らの女性レポーターがいた。これの他に、女の子の軽妙な会話で綴る『忍者ギャル・レポート』のコーナーなどがあった。なお、伊集院与作は「『音楽のことなら何でもござれ』のビッグタレント」が真の姿であるとして登場している。
所々で「まろは、ごきげんじゃぞ」などといった公家言葉風の口調や、少しエッチな感じの内容をはさみながらのトークを展開していた。
本番組が出していた広告に載っていたキャッチコピーは「まろは音楽が好きだ。どうにもとまらなくゴキゲン！50Minutes Non Stop Music」である。

## 「伊集院与作」のキャラ設定
- 身長、体重、顔とも不明。年齢は「毎年じいやが教えてくれるので、まろは知らん」とのこと[2]。
- かなりの金持ちで、家にある部屋の数は839。与作自身の部屋の広さは80畳で、ベッドの大きさは10畳。ベッドの上には羽根布団ならぬ「札布団」が敷かれている[2]。執事の人数は約30人[3]。
- 車はダイヤモンドがあしらわれたロールスロイス[2]。
- 幼少の頃から100人以上の家庭教師が付いて、様々な教育を受けていた。そのために学校に行ったことが無く、現代社会のことには少々疎い。一方で音楽の素養については深いものを持っており、持っているレコードの枚数は50万枚ほど[2]。

## 最終回放送
1983年3月26日に最終回の放送が行われたが、この日のエンディング前の時間に、伊集院与作は自ら、自分が西城秀樹であることを告白した。そしてその後エンディングは再び“与作”に戻って番組を締めくくった。しかし放送中から「西城秀樹に似た声」「何度聴いても西城秀樹としか思えない」という評判が一部ではあったが、後日「あの特徴のある声、ばれない方がおかしいような感じ」という感想の声もあった。

## 放送時間
- 毎週土曜日 17:00 - 17:50 （1982年4月10日 - 1982年10月2日）
- 毎週土曜日 17:10 - 18:00 （1982年10月9日 - 1983年3月26日）

## ゲストなど
- 1982年9月4日の各新聞のラジオ欄には「ゲスト・西城秀樹」とあった。
- 1983年2月24日の各新聞ラジオ欄からは伊集院与作の名前が消え、「まろはごきげん! DJ・西城秀樹」と載っていた。
- 1982年12月4日の放送は、松田聖子がゲスト出演した[10]。